# Eugen Wolff (Politiker)
Eugen Otto Leo Wolff-Gorki (* 18. März 1859 in Jellen; † 10. April 1926 in Berlin-Charlottenburg) war ein deutscher Verwaltungsbeamter, Rittergutsbesitzer und Parlamentarier.

## Leben
Eugen Wolff studierte an der Ruprecht-Karls-Universität Heidelberg Rechtswissenschaft. 1879 wurde er Mitglied des Corps Guestphalia Heidelberg. Nach Abschluss des Studiums und Promotion zum Dr. iur. wurde er 1883 Regierungsreferendar bei der Regierung in Oppeln. 1887 wurde er Regierungsassessor bei der Regierung in Düsseldorf. 1889 erfolgte seine Ernennung zum Landrat des Kreises Mogilno. Als er sich 1899 politisch gegen den Bau des Mittellandkanals aussprach, wurde er als sogenannter Kanalrebell in den einstweiligen Ruhestand versetzt. Seitdem fokussierte er sich auf die Bewirtschaftung seines Gutes Gorki. Nach dem Ersten Weltkrieg lebte er bis zu seinem Tod in Berlin-Charlottenburg.
Wolff saß von 1899 bis 1918 als Mitglied der Konservativen Partei und Abgeordneter des Wahlkreises Bromberg 5 (Mogilno, Wongrowitz, Znin) im Preußischen Abgeordnetenhaus. Ab 1916 war er Mitglied des Direktoriums der Preußischen Zentralgenossenschaftskasse. Er erhielt den Charakter als Geh. Finanzrat.